# Martináč hrušňový
Martináč hrušňový (Saturnia pyri), ve starší literatuře někdy také paví oko hruškové či hrušňové je nápadný noční motýl z čeledi martináčovitých. Je největším motýlem České republiky a Evropy vůbec. V ČR je chráněn zákonem a ačkoli na vhodných stanovištích se může vyskytovat poměrně hojně, jeho stavy v přírodě se snižují, zejména vlivem chemizace životního prostředí. Larvy se živí listy švestek, jabloní, hrušní a v teplejších oblastech mladými plody[zdroj?] mandloní a citrusů.

## Rozšíření
Martináč hrušňový se vyskytuje v jižní části Evropy, na severu Afriky a v oblastech Malé a Střední Asie. Ve střední Evropě se vyskytuje na jižní Moravě a jižním Slovensku, které představují severní hranici výskytu druhu. V Čechách se předpokládá možnost výskytu na Kolínsku, Atlas fauny ČR uvádí výskyt v Polabí.

Původním biotopem tohoto motýla jsou lesostepi s bohatým keřovým podrostem, v kulturní krajině se s ním lze setkat v sadech a zahradách. Údolími řek se může dostávat i do horských oblastí, ale děje se tak jen vzácně.

## Popis

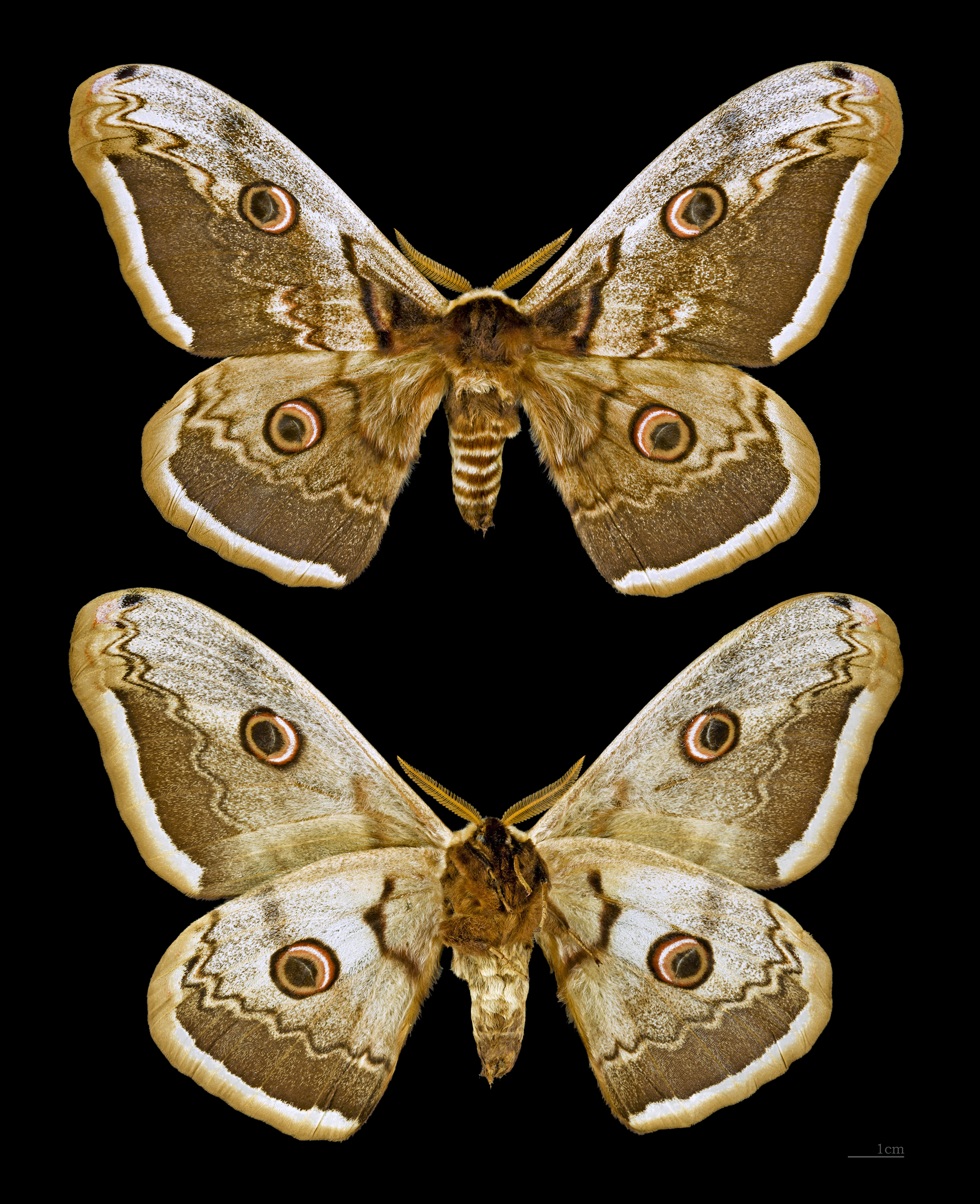
Sbírkový exemplář (samec)
(svrchní a spodní pohled)

Imago je mohutný, nápadně zbarvený motýl. Délka předního křídla je 60–72 mm. Zbarvení obou párů křídel je až na detaily totožné. Základní barvou je hnědá, v přední polovině spíše do šeda, v zadní polovině čokoládově tmavá. Pole jsou oddělena klikatou, skořicově hnědou příčkou. Kořen křídel je tmavý, vnější okraj je lemován smetanově okrovým páskem. V předním šedohnědém poli všech čtyř křídel se nacházejí výrazná oka s černým středem a červenobílým půlměsíčkovým obvodem. Rozpoznávání pohlaví je snadné – samec má nápadná, dlouze hřebenitá tykadla. Samice má tykadla hřebenitá jen krátce, navíc je mohutnější, s plnějším zadečkem a širšími křídly.
Bělavě zbarvená vajíčka jsou velká až 3 mm, hladká, oválného tvaru.
Housenka je po vylíhnutí černá, 6 mm dlouhá, s červeně zbarvenými bradavkami na tělních článcích, ze kterých vyrůstají zrzavé chloupky. Housenka 2. instaru si barvu zachovává, počínaje 3. instarem se základní barvou stává zelená. Housenka projde celkem pěti instary. V závěru vývoje má světle zelenou pokožku s výraznými modrými bradavkami, ze kterých raší vždy skupinka tuhých ostrých trnů, a pak také sporadické dlouhé, drátovité chlupy, na konci paličkovitě rozšířené. Hlava je zelená, nožky, pošinky (nepravé panožky) a anální chlopeň jsou červené. Stigmata jsou žlutá, žlutý je také boční pruh, který vede podél spodní třetiny těla. Těsně před kuklením mění housenka barvu na žlutou až okrovou. Tou dobou může být až 12 cm dlouhá, 15 g těžká a tlustá jako lidský prst.
Kukla je černohnědá, matná, uložená v tuhém hnědém kokonu hruškovitého tvaru, 6 až 8 cm dlouhém.

## Bionomie
Ve středoevropských podmínkách se dospělci líhnou v dubnu a květnu. Jejich sací ústrojí je zakrnělé, nemohou tedy přijímat potravu a žijí pouze do doby, než vyčerpají tukové zásoby, které nashromáždili ve stadiu housenky. Přes den odpočívají na stromech, domech či plotech, létají večer a v noci. Způsobem letu i velikostí mohou připomínat menší netopýry. Často obletují umělé zdroje světla. Samci vyhledávají samice a páří se s nimi, přičemž kopulace trvá 14–16 hodin. Oplozené samičky kladou vajíčka jednotlivě či v malých skupinkách na tenké větve živných rostlin.
Housenky se z vajíčka líhnou zhruba po 14 dnech, v závislosti na teplotě. Od června do srpna okusují listí různých dřevin (jsou polyfágní) – živnými rostlinami mohou být ovocné stromy (jabloň, hrušeň, třešeň, meruňka, švestka, ořešák aj.) a také například jilm, jasan, topol či vrba. V teplejších oblastech lze housenky nalézt na mandloních či různých citrusech. Housenky jsou velmi žravé a rychle rostou. V ohrožení dokáží z bradavek vylučovat kapky čiré, odporně páchnoucí tekutiny.
Kuklení probíhá zpravidla na kůře živného stromu, ať už při jeho patě, nebo v rozsoše korunních větví, nicméně housenky mohou putovat i dále od stromu a zakuklit se ve skalní štěrbině, na sloupech, plotech či na zdi domu. Housenka si nejprve upřede odolný kokon, uvnitř kterého se mění v kuklu. Kukla přezimuje, některé kukly i více než jednu zimu.

## Galerie

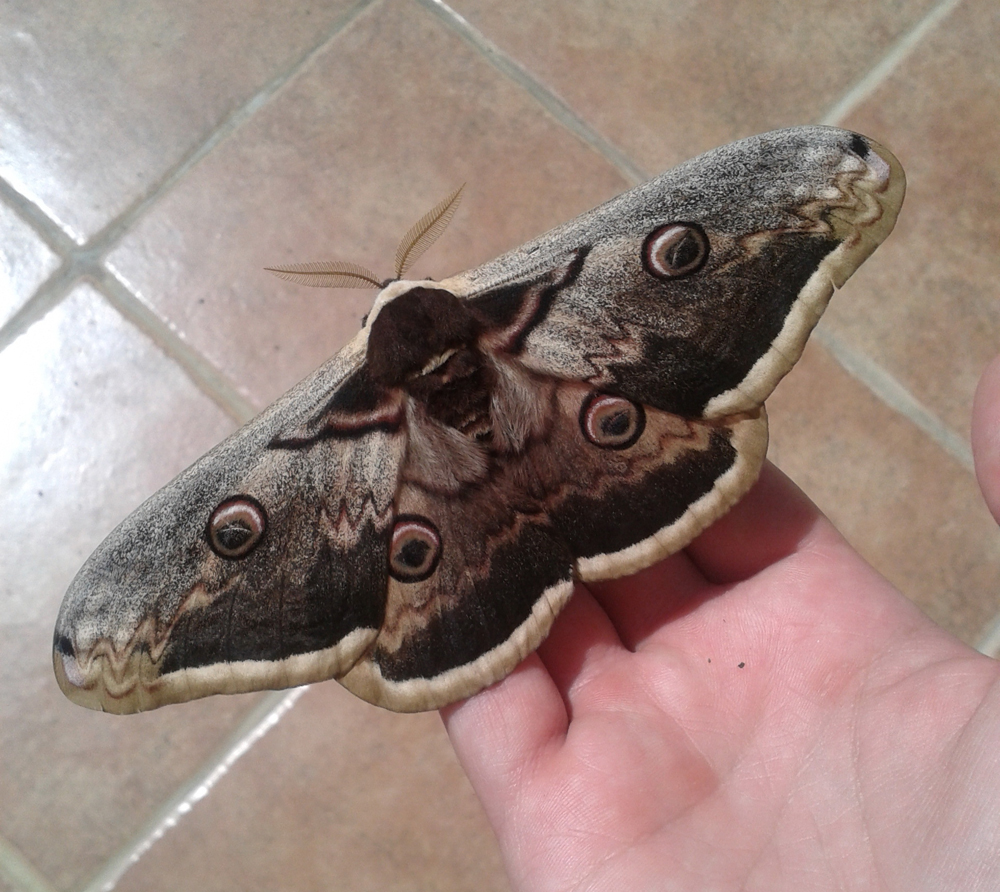
Samec martináče ve srovnání s lidskou dlaní
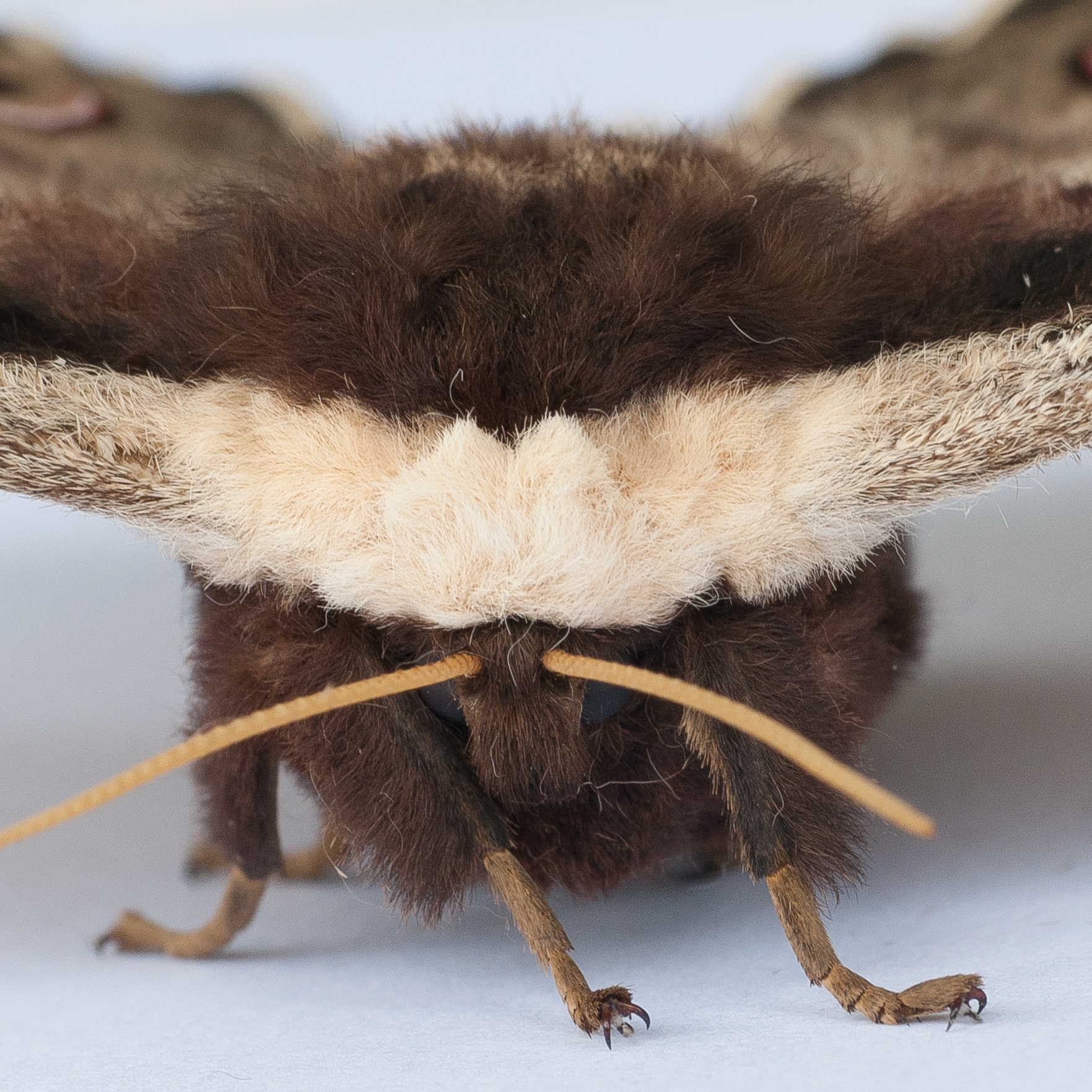
Detail hlavy samice
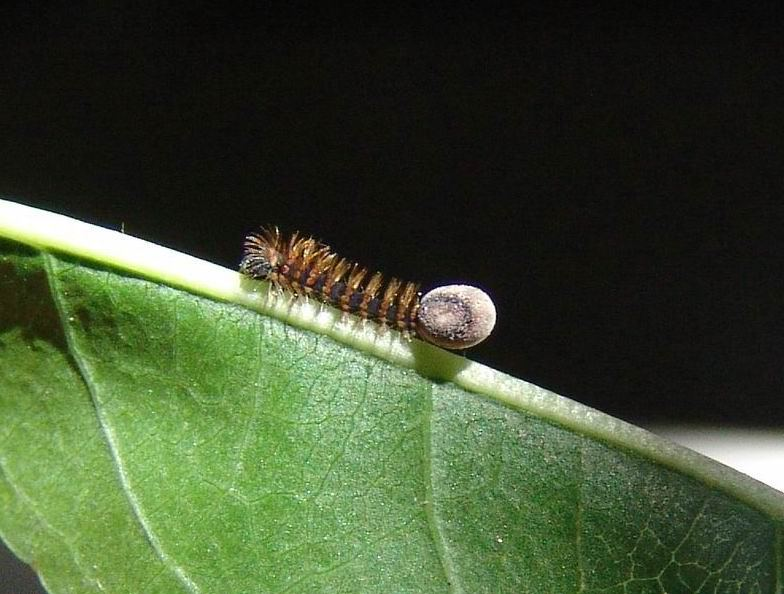
Čerstvě vylíhnutá housenka
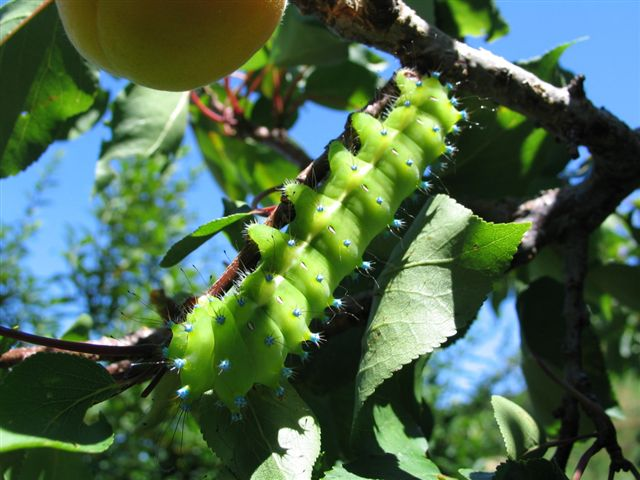
Vzrostlá housenka na živné rostlině
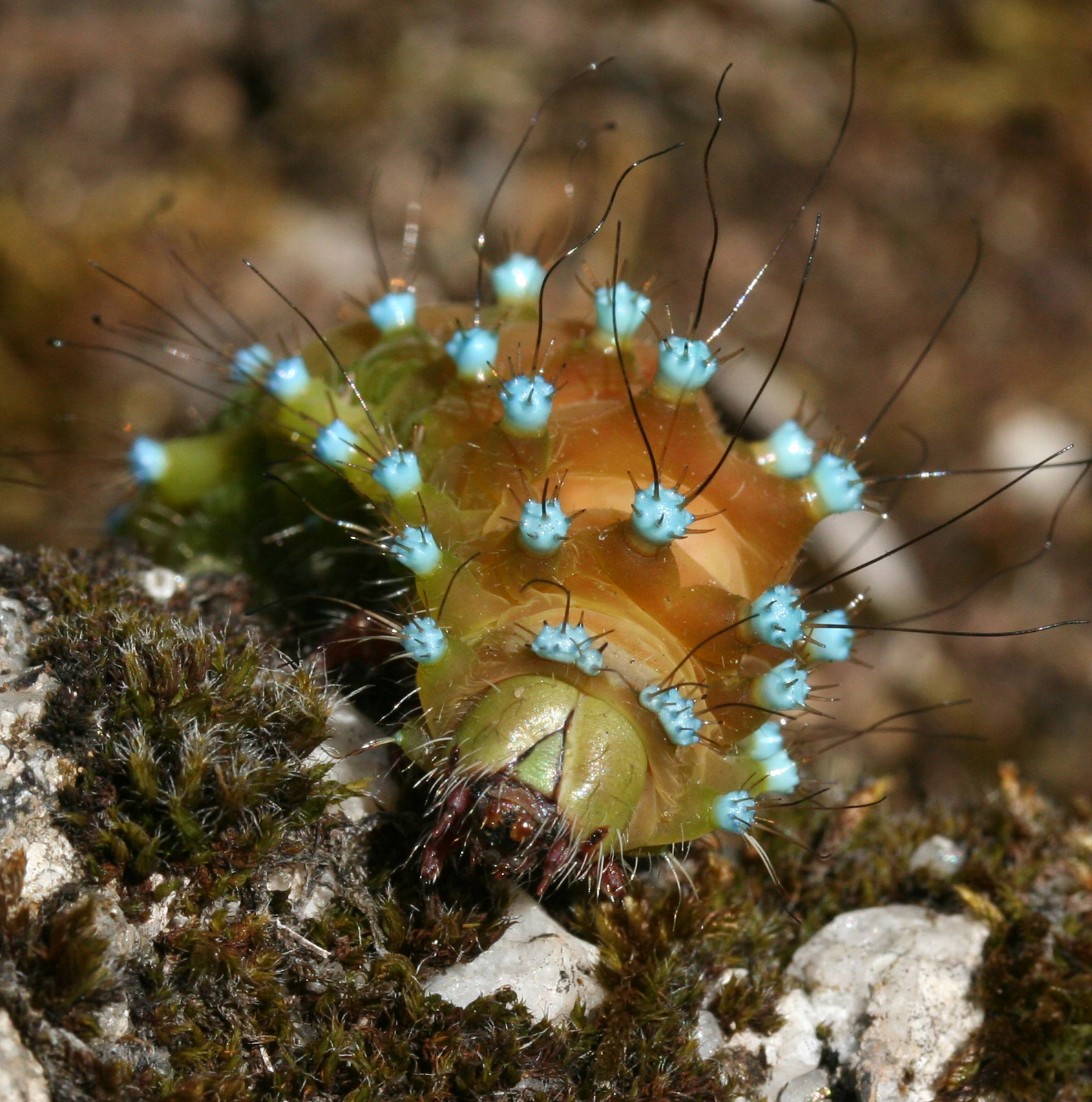
Detail housenky před kuklením
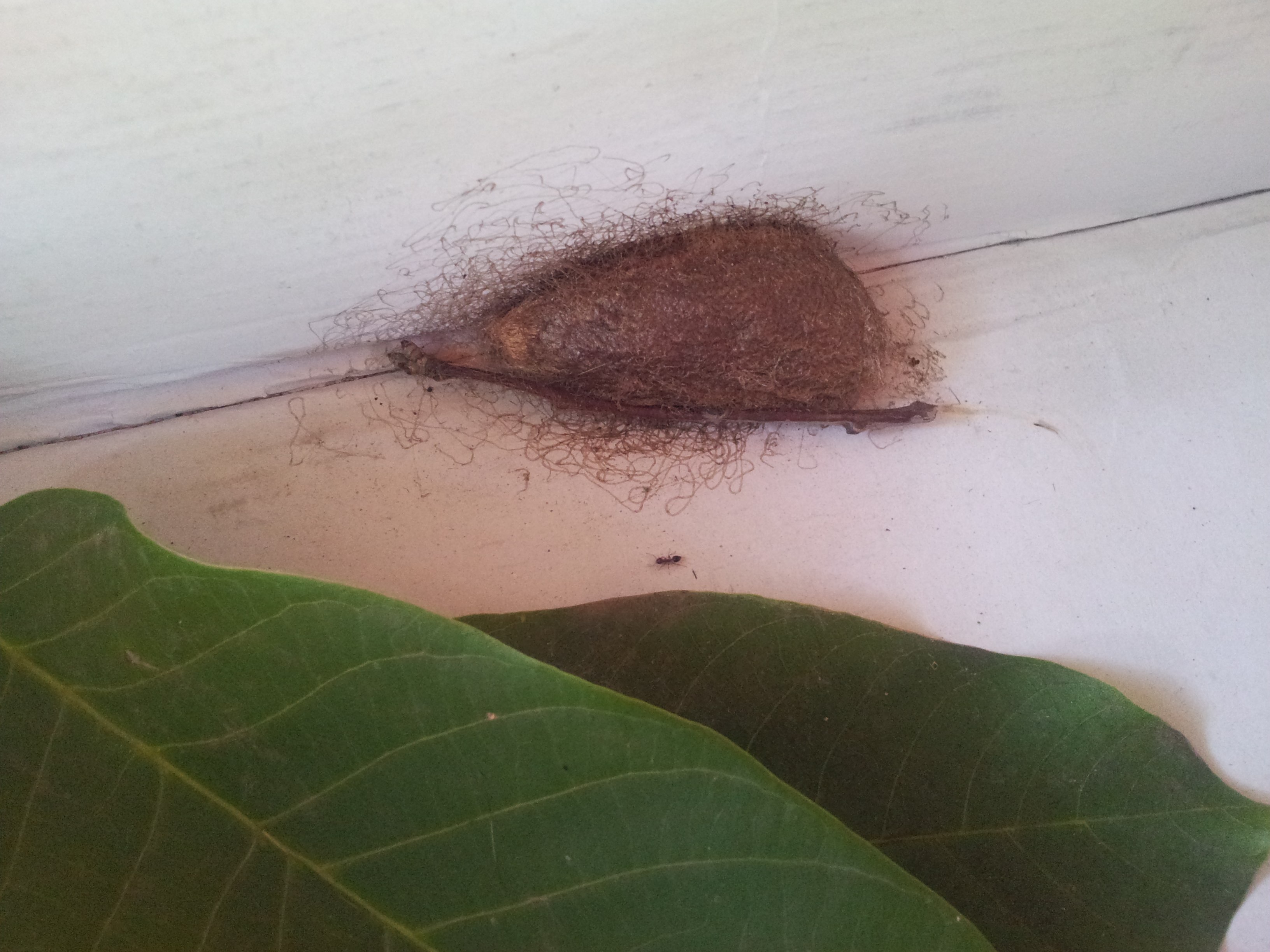
Kokon ukrývající kuklu
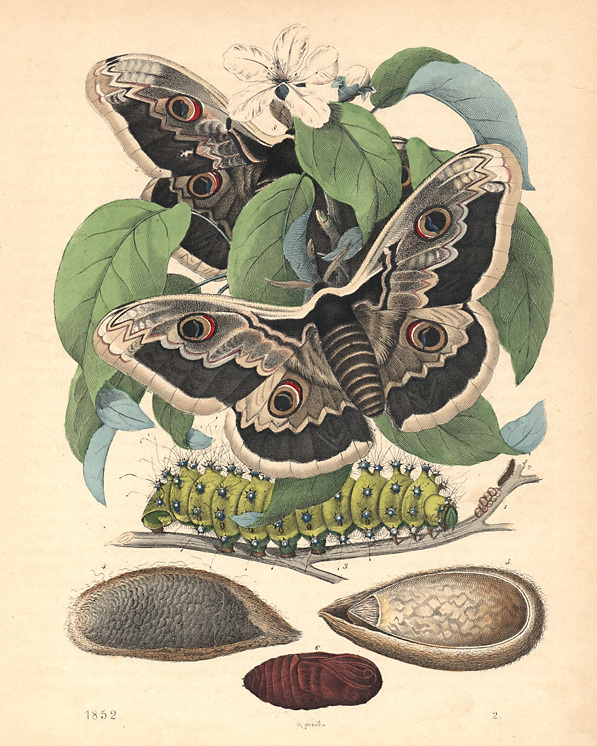
Knižní ilustrace (dřevoryt, 1852)